# Daniela Arbex
Daniela Arbex (Juiz de Fora, 1973. április 19. –) brazil újságíró. Főleg nem fikciós, az emberi jogok megsértéséről szóló műveiről ismert.